# Distretto di Sındırgı
Il distretto di Sındırgı (in turco: Sındırgı ilçesi) è un distretto della Turchia nella Provincia di Balıkesir con 36.847 abitanti (dato 2012) dei quali 12.949 urbani e 23.898 rurali. 

## Geografia antropica

### Suddivisioni amministrative
Il distretto è suddiviso in 4 comuni (Belediye) e 65 villaggi (Köy)